# Mikel Atxaga
Mikel Atxaga Fernández (1932-2009) fue un escritor y periodista español que escribía en lengua vasca.
Mikel Atxaga fue una figura relevante en la literatura en euskeralengua en la que ha desarrollado toda su obra literaria y trabajo periodístico. Desarrolló, durante  30 años, el grueso de su labor periodística en el diario Deia. Destacó también su labor como traductor. Su obra está escrita bajo diferentes seudónimos como “Errialde”, “Mutiozabal”, “Irastortza” o “Iraola”.

## Biografía
Mikel Atxaga nació en la localidad guipuzcoana de Urnieta (País Vasco, España) el 25 de agosto de 1932 en el casería Etzabalzar. Estudió y se ordenó sacerdote en el seminario de Saturrarán, en Motrico (Guipúzcoa), desarrollando una labor comprometida con el entorno entrando dentro del grupo de sacerdotes denominado "sacerdotes obreros". Dejó el sacerdocio en 1974. En San Sebastián y Vitoria estudio teología y filosofía profundizando en latín.
Se afilió al Partido Nacionalista Vasco después de la escisión de este (de la que nació Eusko Alkartasuna). Ha tenido interés en política aunque no ha participado activamente en ella.
En el año 1971 entró a formar parte de la redacción de la revista en euskera "Zeruko Argia" que abandonó en 1974 para integrarse en la plantilla del diario Deia, llamado por Martín Ugalde, donde trabajo hasta su jubilación. También colaboró en el semanario Eguna y en la publicaciones Jakin y Aurrera. 
En 1997 se encargó, como director, de la colección Bidegileak que tiene como objetivo el dar a conocer a las personas que  han trabajado a favor de la lengua y cultura vascas. Fue cofundador de las editoriales  Etor y Gero. Entró en la Real Academia de la Lengua Vasca el 27 de junio de 1975.
En 1998 recibió el premio Rikardo Arregi para periodistas vascos que da el ayuntamiento de Andoáin. El 1 de abril de 2009 recibió la makila (bastón) de euskaldun con la que el departamento de cultura del gobierno vasco reconocía así su labor por la lengua y cultura vascas. 
El 10 de septiembre de 2009 muere en San Sebastián víctima de un cáncer, siendo enterrado en el cementerio de Urnieta.

## Obra
La producción literaria de Atxaga se ha realizado íntegramente en lengua vasca, entre ella destacan las siguientes obras:
- "Gaztetxo" (1963)
- "Ezkontza bidean" (1966)
- "Ohiturak"
- "Komunikabideen beharra" (1977)
- "Deiadarrak" (1993, Txertoa)
- "Xalbador" (1993)
- "EAJ eta Euskara (ehun urteko bide malkartsua)" (1996, Sabino Arana Kultur Elkargoa)
- "Gerra aurreko eta ondoko euskalgintza" (1998, Sabino Arana Kultur Elkargoa)
- "Gure Urnieta"